# Bredareds församling
Bredareds församling var en församling i Sandhults pastorat i Redvägs och Ås kontrakt i Skara stift. Församlingen låg i Borås kommun i Västra Götalands län.  Församlingen uppgick 2018 i Sandhult-Bredareds församling.

## Administrativ historik
Församlingen har medeltida ursprung.  
Församlingen var till 1948 moderförsamling i pastoratet Bredared, Sandhult, Vänga och Tämta som till senast 1800-talet även omfattade Hedareds församling. Före 1500 kan pastoratet eventuellt endast omfattat Bredareds och Sandhults församlingar. Från 1948 till 1962 annexförsamling i pastoratet Sandhult, Bredared, Tämta och Vänga. Från 1962 annexförsamling i pastoratet Sandhult och Bredared. Församlingen uppgick 2018 i Sandhult-Bredareds församling.
Församlingskod var 149015.

## Kyrkoherdar
Lista över kyrkoherdar.
| Ämbetstid  | Namn                  | Levnadstid | Övrigt       |
| ---------- | --------------------- | ---------- | ------------ |
| 1352       | Ulf                   |            |              |
| 1424, 1429 | Thorstanus            |            |              |
| 1460, 1474 | Magnus                |            |              |
| 1544–1571  | Bened. Andreae        |            |              |
| 1585       | Johannes              |            |              |
| 1593       | Sveno Laur.           |            |              |
| 1604       | Sveno Ingemari        |            |              |
| 1612       | Haqvinus              |            |              |
| 1645       | Gabriel Svenonis      |            |              |
| 1648–1649  | Jonas Brynolfi        | 1600–1649  |              |
| 1651–1669  | Tornbern Ol. Bjerbius | 1608–1669  | Riksdagsman. |
| 1670–1687  | Sveno Gabrielis       | –1687      |              |
| 1688–1703  | Jonas Arenius         | –1703      |              |
| 1704–1730  | Jonas Bredberg        | 1667–1730  |              |
| 1731–1756  | Andr. Joh. Gjers      | 1696–1756  | Riksdagsman. |
| 1758–1766  | Torbern Bredberg      | 1702–1766  |              |
| 1769–1774  | Anders Palm           | 1720–1774  |              |
| 1777–1793  | Anders Edbeck         | 1731–1793  |              |
| 1794–1809  | Johan Jahnson         | 1754–1809  |              |
| 1810–1811  | Samuel Roth           | 1747–1811  |              |
| 1813–1833  | Johan Landahl         | 1760–1833  |              |
| 1835–1874  | Per Gustaf Landahl    | 1793–      |              |

## Organister
| Period    | Namn                 | Levnadstid | Övrigt   |
| --------- | -------------------- | ---------- | -------- |
| 1748/1749 | Bengt Gustavsson     | 1726–1749  | Organist |
| 1749–1804 | Nils Jonsson Hedelin | 1728–1804  | Organist |
| 1804–1830 | Jonas Hedelin        | 1763–1845  | Organist |
| 1830–1861 | Gabriel Hedelin      | 1810–1894  | Organist |

## Kyrkor
- Bredareds kyrka